# یواس‌اس واکساهچی (وای‌تی‌بی-۸۱۴)
یواس‌اس واکساهچی (وای‌تی‌بی-۸۱۴) (به انگلیسی: USS Waxahachie (YTB-814)) یک کشتی است که طول آن ۱۰۹ فوت (۳۳ متر) می‌باشد. این کشتی در سال ۱۹۷۱ ساخته شد.